# Rejencja królewiecka
Rejencja królewiecka (niem. Regierungsbezirk Königsberg, lit. Karaliaučiaus apygarda) – pruska i niemiecka jednostka administracyjna położona w zachodniej części prowincji Prusy Wschodnie, istniejąca w latach 1808–1945.

## Historia
Regencja powstała w 1808 pod nazwą Rejencji Wschodniopruskiej w Królewcu (niem. Regierungsbezirk Ostpreußen zu Königsberg). W jej skład weszły powiaty:
- Olsztyn (niem. Allenstein)
- Braniewo (Braunsberg (Ostpr.)
- Iławka (Preußisch Eylau)
- Rybaki (Fischhausen)
- Bartoszyce (Bartenstein)
- Gierdawy (Gerdauen)
- Święta Siekierka (Heiligenbeil)
- Lidzbark Warmiński (Heilsberg)
- Pruski Holąd (Preußisch Holland)
- Królewiec (Königsberg Stadt)
- Królewiec ziemski (Königsberg Land)
- Labiawa (Labiau)
- Kłajpeda (Memel)
- Morąg (Mohrungen)
- Nidzica (Neidenburg)
- Szczytno (Ortelsburg)
- Ostróda (Osterode i. Ostpr.)
- Rastembork (Rastenburg)
- Reszel (Rößel)
- Welawa (Wehlau)

W 1885 rejencja obejmowała powierzchnię 21 107 km² i liczyła 1,2 mln mieszkańców (wśród nich było 910 tys. ewangelików, 243 tys. katolików i 11 tys. żydów).
W 1905 od rejencji odłączono powiaty Olsztyn, Reszel, Nidzica i Szczytno tworząc z nich wraz z częścią rejencji gąbińskiej nową rejencję – olsztyńską.

### Podział administracyjny
Podział administracyjny rejencji 31 grudnia 1937 (powiaty grodzkie i powiaty ziemskie) wraz z późniejszymi zmianami.
Powiat grodzki:
1. Królewiec

Powiaty ziemskie:
1. Powiat Bartenstein (Ostpr.) (powiat bartoszycki)
2. Powiat Braunsberg (Ostpr.) (powiat braniewski)
3. Powiat Fischhausen (powiat rybacki, do 1939)
4. Powiat Gerdauen (powiat gierdawski)
5. Powiat Heiligenbeil (powiat świętosiekierski)
6. Powiat Heilsberg (powiat lidzbarski)
7. Powiat Königsberg (powiat królewiecki, do 1939)
8. Powiat Labiau (powiat labiawski)
9. Powiat Mohrungen (powiat morąski)
10. Powiat Preussisch Eylau (powiat iławecki)
11. Powiat Preussisch Holland (powiat pasłęcki)
12. Powiat Rastenburg (powiat kętrzyński)
13. Powiat Wehlau (powiat welawski)

Zmiana 01.04.1939
1. Powiat Samland (powiat sambijski, powstał z połączenia powiatów Königsberg i Fischhausen, siedziba – Królewiec)